# Department of the Environment, Water, Heritage and the Arts
Le Department of the Environment, Water, Heritage and the Arts (en français Département de l'environnement, de l'eau, du patrimoine et des arts) est un département du gouvernement australien actif entre décembre 2007 et septembre 2010.

## Thématiques traitées
Des informations sur les fonctions du ministère et/ou l'allocation des fonds gouvernementaux peuvent être trouvées dans les ordonnances sur les arrangements administratifs, les états budgétaires annuels du portefeuille et les rapports annuels du ministère.
Selon l'arrêté d'arrangements administratifs pris à l'établissement du département, le département s'occupait de : 
- Protection de l'environnement et conservation de la biodiversité
- Qualité de l'air
- Normes nationales de qualité des carburants
- Contamination des terres
- Météorologie
- Administration du Territoire australien de l'Antarctique et du Territoire des îles Heard et McDonald
- Patrimoine culturel naturel, bâti et mobilier
- Recherche environnementale
- Politique et ressources de l'eau
- Affaires culturelles, y compris le soutien aux arts
  - Il y avait un programme national de retour des biens culturels autochtones (RICP) géré par DEWHA, qui soutenait le retour des restes humains et des objets sacrés secrets des institutions en Australie (cette fonctionnalité a été intégrée au programme de rapatriement international (IRP), administré par le ministère des Communications et des Arts[2],[3])
- Prédiction ionosphérique
- Programmes communautaires et domestiques de production d'énergies renouvelables